# Euproctis homonyma
Euproctis homonyma är en fjärilsart som beskrevs av Felix Bryk 1935. Euproctis homonyma ingår i släktet Euproctis och familjen tofsspinnare. Inga underarter finns listade i Catalogue of Life.